# Комарничний Великий (струмок)
Комарничний Великий — струмок  в Україні, у  Верховинському районі Івано-Франківської області, правий доплив  Річки (басейн Дунаю).

## Опис
Довжина струмка приблизно  5 км. Формується з багатьох безіменних струмків. 

## Розташування
Бере  початок на південно-східних схилах гори Роститска. Тече переважно на північний схід через село Замагора і впадає у Річку, праву притоку Чорного Черемоша.